# Lago di Mezzano
Lago di Mezzano este o arie protejată (arie specială de conservare — SAC, sit de importanță comunitară — SCI) din Italia întinsă pe o suprafață de 149 ha, integral pe uscat.

## Localizare
Centrul sitului Lago di Mezzano este situat la coordonatele 42°36′46″N 11°46′13″E / 42.612778°N 11.770278°E.

## Înființare
Situl Lago di Mezzano a fost declarat sit de importanță comunitară în iunie 1995 pentru a proteja 4 specii de animale. Situl a fost protejat și ca arie specială de conservare în decembrie 2016.

## Biodiversitate
Situată în ecoregiunea mediteraneană, aria protejată conține 2 habitate naturale: Păduri de fag din Apenini cu Taxus și Ilex, Lacuri eutrofice naturale cu vegetație de tip Magnopotamion sau Hydrocharition.
La baza desemnării sitului se află mai multe specii protejate:
- păsări (3): pescăruș albastru (Alcedo atthis), stârc pitic (Ixobrychus minutus), gaia neagră (Milvus migrans)
- mamifere (1): liliac cu aripi lungi (Miniopterus schreibersii)

Pe lângă speciile protejate, pe teritoriul sitului au mai fost identificate 4 specii de plante, 2 specii de amfibieni.